# Překlad

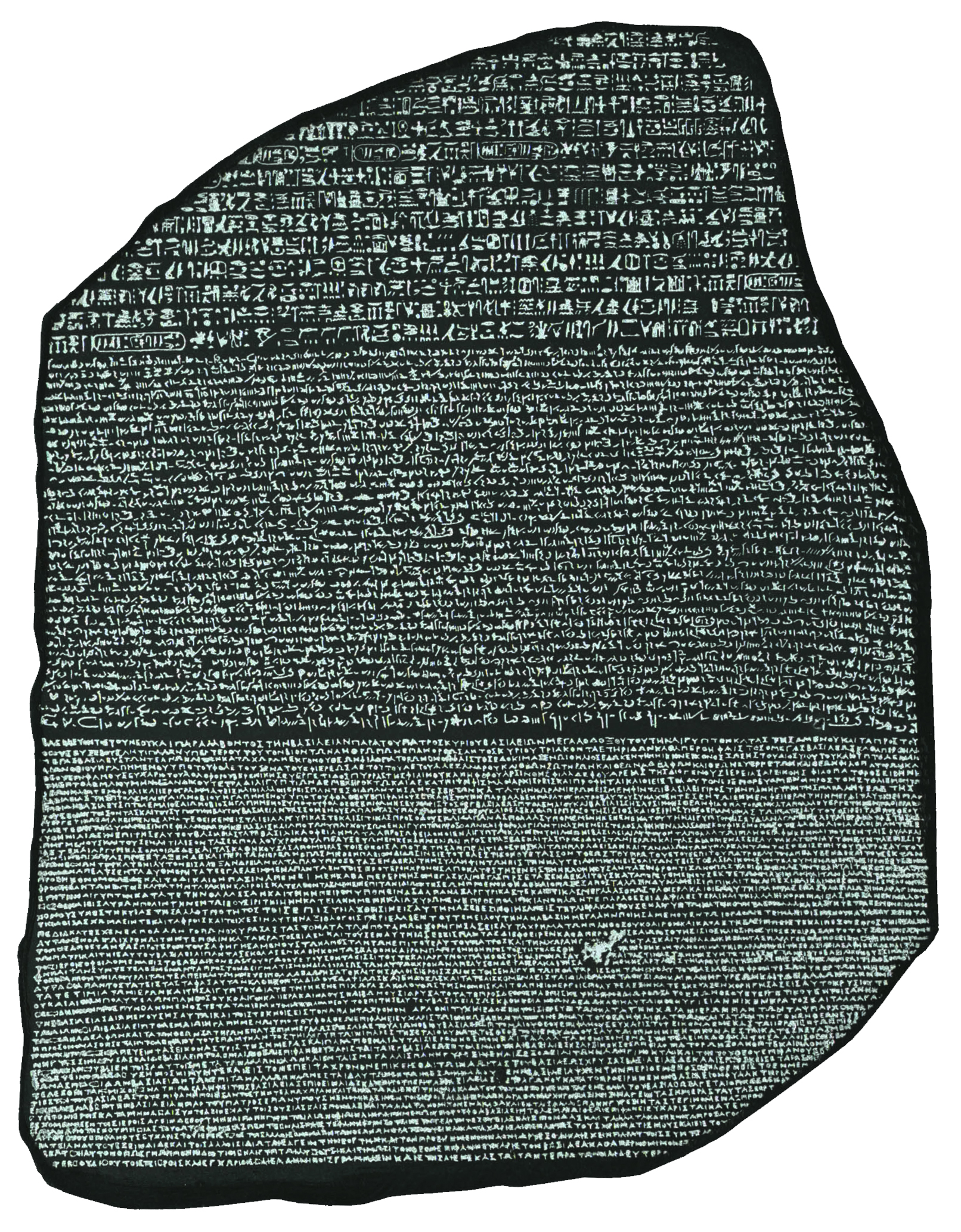
Rosettská deska, klíč k rozluštění egyptských hieroglyfů

Překlad (translace) je písemný převod (zpravidla také psaného) originálního textu z jednoho jazyka do druhého provedený překladatelem. Rozlišuje se přitom především obor originálu, zda jde o text umělecký, odborný, populárně-naučný, administrativní, náboženský, návod na použití přístroje apod.
Na rozdíl od tlumočníka nemusí být překladatel rychlý, důležitá je hlavně faktická správnost a přesnost překladu a shodná srozumitelnost. Překladatel obvykle překládá z cizího jazyka do své mateřštiny, resp. do jazyka ovládaného na stejné úrovni. Potřebuje nadprůměrnou znalost obou jazyků, vyjadřovací schopnosti a kromě toho i znalosti oboru tématu textu, často i okolností vzniku textu, lingvistiky, stylistiky, literární teorie a teorie překladu, popř. dějin překladu.
Zvláště při uměleckém překladu je důležitý navíc převod nejen obsahu, nýbrž i estetických hodnot textu a individuálního stylu autora originálu. Často jde více o nápodobu vyznění v cílovém jazyce, zejména, pokud jsou jazyky velmi odlišné.
Vědeckým zkoumáním v oblasti překladu (i tlumočení) se zabývá obor translatologie.

## Tři druhy překladu
Ačkoliv je nejběžnější formou překladu převod mezi dvěma cizími jazyky, lze v zásadě rozlišovat tři druhy překladu (podle Romana Jakobsona):
- interlingvální, tj. mezijazykový – nejznámější forma překladu
- intralingvální, tj. vnitrojazykový – převod v rámci jednoho jazyka, např. modernizace starého textu, který by pro současného čtenáře téhož jazyka byl nesrozumitelný
- intersemiotický, tj. meziznakový – převod mezi různými znakovými systémy, např. při filmové adaptaci románu